# Trischistognatha
Trischistognatha là một chi bướm đêm thuộc họ Crambidae.

## Các loài
- Trischistognatha limatalis
- Trischistognatha ochritacta
- Trischistognatha palindialis (Guenée, 1854)
- Trischistognatha pyrenealis (Walker, 1859)
- Trischistognatha yepezi